# ドコサペンタエン酸
ドコサペンタエン酸（ドコサペンタエンさん、英: docosapentaenoic acid）は、直鎖の22:5の構造を有する脂肪酸である。 

## 異性体
特に代表的な2つの異性体について以下に示す。

### 22:5 (n-3)

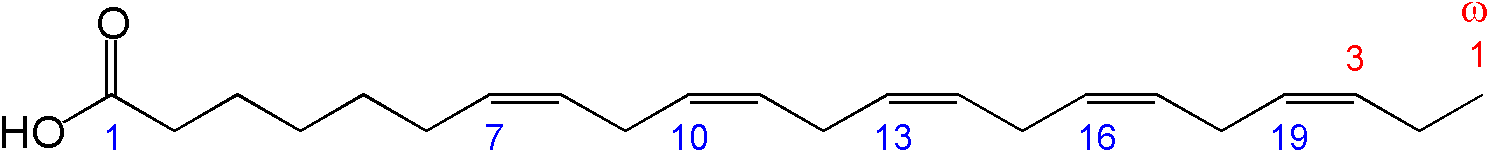
赤が生理学的番号で青が化学的番号を示しているクルパノドン酸の化学構造式

all-cis-7,10,13,16,19-ドコサペンタエン酸であり、クルパノドン酸あるいは通常DPAと呼ばれる俗称を持つω-3脂肪酸である。この脂肪酸は、エイコサペンタエン酸（EPA、20:5 ω-3）からドコサヘキサエン酸（DHA、22:6 ω-3）への中間体である。アザラシ油に多く含まれている。

### 22:5 (n-6)

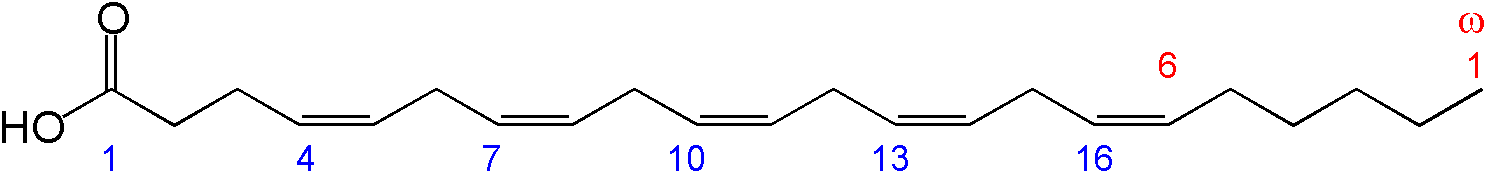
赤が生理学的番号で青が化学的番号を示しているオスボンド酸の化学構造式

all-cis-4,7,10,13,16-ドコサペンタエン酸であり、オスボンド酸の俗称を持つω-6脂肪酸である。この脂肪酸は、20:4 ω-6であるアラキドン酸の長鎖化と不飽和化により生成される。哺乳類においてクルパノドン酸の欠乏が、この脂肪酸の生成をもたらすため、オスボンド酸/DHAの比率が食事から摂取されるDHAが充足されているかどうかの指標となる。しかしながら、これを指標とすることに疑問が呈せられている。

## 健康との関係

### BMI
BMIとの関係ではBMIが低い人ほどオメガ3濃度が高い。これはビタミンDと同じである。
男性ではBMIとの関係でオメガ3必須脂肪酸とりわけDPAとのマイナス相関が高い。
女性ではBMIとの関係でオメガ3必須脂肪酸とりわけDHAとのマイナス相関が高い。